# غور داس بيساك
غور داس بيساك (بالإنجليزية: Gour Das Bysack) كان موظفًا حكوميًا في الهند البريطانية، وكاتبًا، وعالم آثار هاويًا. كان شخصية بارزة في الأوساط الفكرية في البنغال خلال القرن التاسع عشر، وشارك في عدد من الأنشطة الثقافية والعلمية.

## النشأة والتعليم
ولد بيساك في كالكوتا في عام 1826، في عائلة من مجتمع كاياستا البنغالي. تلقى تعليمه في الكلية الهندوسية في كالكوتا، وهي من أقدم وأهم المؤسسات التعليمية الحديثة في الهند خلال الحكم البريطاني.

## الحياة المهنية
التحق غور داس بيساك بالخدمة المدنية في الهند البريطانية، وتدرج في المناصب حتى شغل منصب نائب رئيس قلم "وكيل المحافظ" في البنغال.
كان أيضًا عضوًا في الجمعية الآسيوية في البنغال (The Asiatic Society of Bengal)، وهي مؤسسة علمية مرموقة تهتم بالبحوث في التاريخ والآثار والثقافة الشرقية. نشر عددًا من المقالات حول الآثار البنغالية في مجلة الجمعية، وكانت أعماله تُظهر اهتمامًا مبكرًا بالتاريخ المحلي والهوية الثقافية للبنغال.
كما ساهم في إصدار جريدة أدبية باللغة الإنجليزية تُدعى الإكسبريس البنغالية (Bengalee Express)، وهي من أوائل الصحف التي أنشأها الهنود باللغة الإنجليزية.

## الأنشطة الثقافية
شارك بيساك في المسرح البنغالي في بداياته، وساهم في دعمه ونشره، وقد ارتبط اسمه بعدد من المبادرات التعليمية والثقافية، التي كانت تهدف إلى تعزيز الثقافة البنغالية ضمن سياق الهند الاستعمارية.

## الوفاة
توفي غور داس بيساك في عام 1899.

## الإرث
يُعد غور داس بيساك من الشخصيات البنغالية المبكرة التي حاولت الجمع بين الهوية الثقافية المحلية والتأثيرات الغربية التعليمية والإدارية. وقد ساعدت مساهماته في الآثار والتاريخ والمسرح على إرساء الأسس لحركة النهضة البنغالية اللاحقة.